# 조건혐기성 미생물

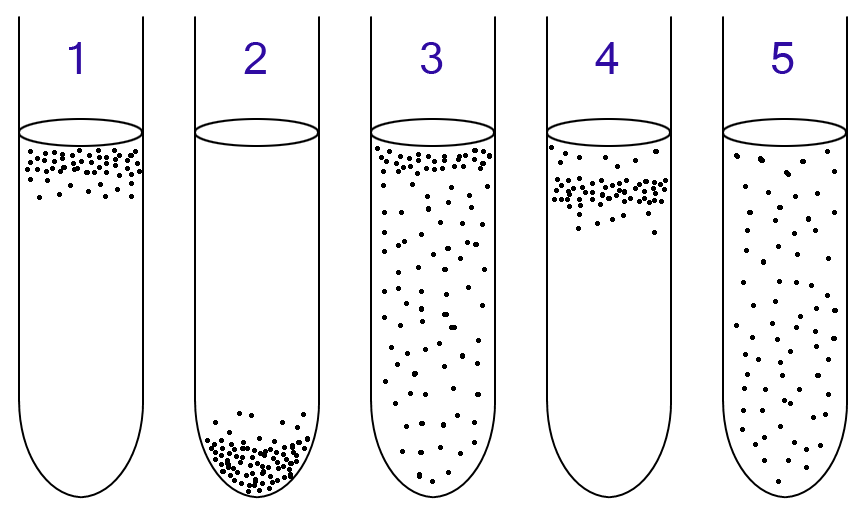
세균의 호기성/혐기성 여부는 티오글라이콜레이트 액체배지에서 배양하여 알 수 있다.
1: 절대호기성 미생물은 산소 없이 발효나 호흡을 할 수 없어 생장에 산소가 필요하다. 이들은 산소 농도가 높은 시험관의 가장 윗부분에 모여 자란다.
2: 절대혐기성 미생물에게 산소는 독으로 작용하므로, 이들은 산소 농도가 가장 낮은 시험관 바닥 부분에 모여 자란다.
3: 조건혐기성 미생물은 에너지 대사 과정을 산소가 필요한 과정과 그렇지 않은 과정으로 모두 수행할 수 있으므로, 산소 유무에 관계없이 생존 가능하다. 이들은 대개 시험관 위쪽에 모이는데, 산소 호흡이 발효나 무산소 호흡보다 더 많은 양의 ATP를 만들 수 있기 때문이다.
4: 약호기성 미생물은 산소 없이 발효나 호흡이 불가능하여 산소가 필요하다. 그러나 이들은 고농도의 산소에서는 생존할 수 없으므로, 시험관의 위쪽에서 주로 자라나 꼭대기에서는 자라지 않는다.
5: 산소내성 미생물은 산소 없이 에너지 대사가 가능하므로 산소가 필요하지 않다. 그러나 절대혐기성 미생물과는 다르게 이들에게는 산소가 독이 아니므로, 시험관에 전체적으로 골고루 분포한다.

조건혐기성 미생물(facultative anaerobe)은 산소가 있는 곳과 없는 곳 모두에서 생장할 수 있는 미생물이다. 산소가 있는 곳에서는 산소 호흡을 하고, 산소가 없는 경우에는 발효와 무산소 호흡을 한다. 튜브에서 배양시 산소 농도가 높은 위에서 더 잘 자라는데 그 이유는 산소 호흡이 발효나 무산소 호흡(anaerobic respiration)보다 더 많은 ATP를 생산하기 때문이다.
조건혐기성 미생물은 초과산화물 불균등화효소(superoxide dismutase)와 카탈레이스(catalase)는 있지만 과산화효소(peroxidase)는 없다.

## 같이 보기
- 절대호기성 미생물(obligate aerobe)
- 절대혐기성 미생물(obligate anaerobe)
- 약호기성 미생물(microaerophile)
- 산소내성 혐기성 미생물(aerotolerant anaerobe)